# Glypta exposita
Glypta exposita là một loài tò vò trong họ Ichneumonidae.